# Thomas Fritsch
Pour les articles homonymes, voir Fritsch.
Thomas Fritsch (né le 16 janvier 1944 à Dresde et mort le 21 avril 2021 à Berlin) est un acteur allemand.

## Biographie
Thomas Fritsch était le fils de l'acteur Willy Fritsch et la danseuse Dinah Grace. À la fin de la Seconde Guerre mondiale, la famille fuit à Hambourg, où, après avoir terminé ses études secondaires, Fritsch étudie auprès d'Eduard Marks, le chef du département de théâtre à la Hochschule für Musik und Theater Hamburg, et prend des cours de chant et de ballet. C'est Gustaf Gründgens qui a conseillé au jeune homme de 16 ans de poursuivre une carrière d'acteur. Fritsch fait ses débuts au Stadttheater Heidelberg en 1963. En 1965, il est engagé au Kleiner Theater am Zoo à Francfort.
Pendant l'école de théâtre, il est engagé au cinéma. Il est trois fois devant la caméra en compagnie de son père : dans le film Das hab ich von Papa gelernt sorti en 1964 et les émissions de la ZDF Das gibt's doch zweimal (1965) et Andere Zeiten – andere Sitten. Die Thomas-Fritsch-Show (1967). Après une pause temporaire dans sa carrière, Fritsch fait un grand retour en 1977 avec son rôle principal dans la série télévisée Drei sind einer zuviel aux côtés de Jutta Speidel et Herbert Herrmann. Dès lors, il devient un acteur populaire et important de séries télévisées : Rivalen der Rennbahn (1989), Glückliche Reise  (1992–1993), Charly la malice (2000–2003), Hallo Robbie! (2004–2008), Meine wunderbare Familie (2008–2010), ou encore les adaptations des romans de Rosamunde Pilcher (1997-2011). Dans les années 2000, il se consacre davantage au théâtre.
Thomas Fritsch s'est fait connaître en tant que doubleur. Il a prêté sa voix à Russell Crowe dans les versions allemandes des films Gladiator, Master and Commander : De l'autre côté du monde et L'Échange. Il a doublé Scar dans la version allemande du film Le Roi Lion en 1994; Diego, un tigre à dents de sabre, dans le film L'Âge de glace et ses suites, à partir de 2002;, et Aslan dans le film Le Monde de Narnia : Le Lion, la Sorcière blanche et l'Armoire magique et ses suites.
Au cours des années 1960, il tente d'être un chanteur de schlager et fait plusieurs fois la couverture de Bravo. Il a collaboré avec la compositrice Suzanne Doucet.
Thomas Fritsch est décédé le 21 avril 2021 à Berlin, à l'âge de 77 ans,,.

## Filmographie
- 1960 : Das gibt's doch zweimal
- 1962 : Adorable Julia
- 1962 : Bataille de polochons
- 1962 : Der tolle Tag (TV)
- 1963 : Le Grand Jeu de l'amour
- 1964 : Un cœur plein et les poches vides
- 1963 : La Chevauchée vers Santa Cruz
- 1964 : Das hab ich von Papa gelernt
- 1964 : Le Ranch de la vengeance
- 1965 : Bonnes Vacances (de)
- 1965 : La Case de l'oncle Tom
- 1965 : Die schwedische Jungfrau (de)
- 1967 : Die Katze im Sack oder Der Sänger aus Bordeaux (TV)
- 1967 : Andere Zeiten, andere Sitten (TV)
- 1967 : Jetzt schlägt's 13 (TV)
- 1968 : Princesse d'un jour (el)
- 1968 : Wenn die kleinen Veilchen blüh'n (TV)
- 1969 : Die Hupe - Eine Schülerzeitung (TV)
- 1970 : Die Preußen kommen (TV)
- 1971 : Olympia - Olympia (TV)
- 1972 : Die Pfarrhauskomödie (de)
- 1974 : Drei Männer im Schnee
- 1975 : Inspecteur Derrick (Saison 2, épisode 3) (TV) (ainsi que six autres épisodes jusqu'à 1989)
- 1976 : Manchmal Märchen (TV)
- 1976 : Delicia, ou la croisière des caresses
- 1977 : Drei sind einer zuviel (de) (série télévisée, 13 épisodes)
- 1978 : Der Hit (TV)
- 1980 : Teegebäck und Platzpatronen (TV)
- 1981 : Variationen (TV)
- 1981 : Keine Angst vor Verwandten! (TV)
- 1985 : Halbe Wahrheiten (TV)
- 1987 : Frühling im September (TV)
- 1988 : Fest im Sattel (série télévisée, 7 épisodes)
- 1989 : Rivalen der Rennbahn (de) (série télévisée, 11 épisodes)
- 1989 : Geld macht nicht glücklich (TV)
- 1992–1993 : Glückliche Reise (de) (série télévisée, 19 épisodes)
- 1994 : Zwei alte Hasen (de) (série télévisée, 6 épisodes)
- 1994-1996 : Immer im Einsatz - Die Notärztin (série télévisée, 13 épisodes)
- 1995-1997 : Der Mond scheint auch für Untermieter (série télévisée, 12 épisodes)
- 1997 : Herz über Kopf (TV)
- 2000 : Contamination
- 2004 : Der Wixxer (de)
- 2004 : Revoir Venise (TV)
- 2005 : Une princesse en liberté (de) (TV)
- 2006 : Felix & Charlie (TV)
- 2008 : Le Secret du Loch Ness (de) (TV)
- 2008-2010 : Meine wunderbare Familie (de) (série télévisée, 7 épisodes)
- 2010 : Retour au Loch Ness (TV)